# Kirchengemeinde
Eine Kirchengemeinde (in der Schweiz und teilweise in Deutschland Kirchgemeinde) ist der staatskirchenrechtliche Begriff für eine kirchlich verfasste Gemeinde. Vom deutschen Grundgesetz ist den Kirchengemeinden die Körperschaft öffentlichen Rechts zugesagt. Die entsprechenden Artikel wurden aus der Weimarer Reichsverfassung übernommen (vgl. GG Art. 140).
In den evangelischen Kirchen ist die Kirchengemeinde (in wenigen Landeskirchen mit abweichender Bezeichnung) die Organisationsform der Kirchenglieder auf lokaler Ebene. Sie ist die unterste eigenverantwortliche Gliederungsebene der Landeskirchen. In ihrem Bereich nimmt sie die Aufgaben der Kirche wie das Halten von Gottesdiensten, Seelsorge, kirchliche Unterweisung, diakonische Aufgaben sowie die Verwaltung des Vermögens wahr.

## Begriffsgeschichte
Der Begriff der Kirchengemeinde entstammt dem in der evangelischen Ekklesiologie sehr wichtigen Begriff der „Gemeinde“: Die von Martin Luther gewählte Übersetzung des griechischen biblischen Wortes ἐκκλησία ekklēsía (wörtlich: „die her[aus]gerufene [Versammlung]“). Diese Übersetzung ist in Abgrenzung von der zuvor gängigen Übersetzung „Kirche“ zu verstehen, um eine Verwechslung oder Engführung auf das Kirchengebäude zu verhindern. Gemeinde lässt sich dabei nicht auf die vor Ort Agierenden einschränken, als eine Art „Filiale der übergreifenden Institution ‚Kirche‘“. Mit dem Wort Kirchengemeinde werden beide Elemente nochmals deutlich dargestellt: Institution, Gesamtheit, Raum und Gemeinschaft, Konkretion, Ort.
Seit dem Zweiten Vatikanischen Konzil und dessen „communio“-Ekklesiologie hat der Begriff „Gemeinde“, auch als „Pfarr-Gemeinde“, Eingang in den römisch-katholischen Sprachgebrauch gefunden.

## Der Begriff in verschiedenen Konfessionen und Denominationen
Wie Kirchengemeinde in den einzelnen Konfessionen und Denominationen verstanden wird, hängt vom Kirchenverständnis der betreffenden Gruppe ab.
Rechtlicher Status, Aufbau und Bezeichnung unterliegen, soweit der Staat den Religionen ein Selbstbestimmungsrecht zugesteht, dem internen Kirchenrecht. Demnach bestehen zwischen den Ländern und Konfessionen, in Deutschland sogar innerhalb der einzelnen evangelischen Landeskirchen, teils erhebliche Unterschiede.

### Römisch-katholische Kirche

#### Kirchenrecht
Der Begriff der Kirchengemeinde stammt nicht aus dem römisch-katholischen Kirchenrecht. Vorgeprägt durch den evangelischen Gemeindebegriff entstammt er dem deutschen Staatskirchenrecht des 19. Jahrhunderts und floss so in die Konkordate ein. Er bezeichnet die kirchlich verfasste Ortseinheit. Damit verbunden ist auch die vom preußischen Staat geforderte Einrichtung der Kirchenvorstände im 19. Jahrhundert, welche von den Mitgliedern der Kirchengemeinde gewählt werden. Den noch heute bestehenden Kirchenvorständen ist das Vermögen der Kirchengemeinde anvertraut.
Deshalb ist zwischen Pfarrei (kirchliche Einheit) und Kirchgemeinde (staatliche Definition) zu unterscheiden:
- Die Pfarrei besitzt gemäß 515, § 3  CIC „von Rechts wegen Rechtspersönlichkeit“ und gilt innerkirchlich als öffentliche juristische Person des kanonischen Rechts.

- Der staatskirchenrechtliche Status der römisch-katholischen Kirche als einer Körperschaft des öffentlichen Rechts (Deutschland) resp. öffentlich-rechtlich anerkannten Kirche (Schweiz), wodurch die Kirchengemeinde einen staatlich geregelten Status hat.

Die Verfassung der Pfarrei wird nach den Vorgaben des kanonischen Rechts vom Bischof geregelt und kann von Diözese zu Diözese verschieden sein.
Andererseits kann auch der Staat Regelungen bezüglich der Kirchgemeinde treffen: So war im Kanton Zürich beispielsweise die Volkswahl des Pfarrers durch die Kirchgemeinde eine Bedingung für die öffentlich-rechtliche Anerkennung der römisch-katholischen Kirche im Jahr 1963.

#### Pastoraltheologie
Seit dem Zweiten Vatikanischen Konzil tritt der im evangelischen Bereich übliche Begriff Gemeinde im römisch-katholischen Sprachgebrauch neben oder an die Stelle des Begriffs Pfarrei als Bezeichnung für eine Seelsorgeeinheit auf der untersten Ebene, auch als Pfarr-Gemeinde oder Kirchen-Gemeinde. Karl Lehmann: „Gegenüber einem einseitig rechtlich-institutionell interpretierten Begriff von Pfarrei wird […] der im gemeinsamen Glauben wurzelnde, freie Zusammenschluss von Personen hervorgehoben, die sich zum Evangelium Jesu Christi bekennen.“
Gemeinde ist im Zuge der Erneuerung der Kirche nach dem Konzil zu einem zentralen pastoraltheologischen Leitbegriff geworden. Die Gemeinsame Synode der Bistümer in der Bundesrepublik Deutschland brachte in dem Begriff „Pfarrgemeinde“ zum Ausdruck, dass die stark institutionell-juristisch geprägte Sichtweise von Pfarrei um den Aspekt des mehr ereignishaften und den vom Konzil geprägten Gedanken des Volkes Gottes erweitert und korrigiert werden müsse. Die Synode sah die Ebene der Pfarrgemeinde in enger Affinität zum gesellschaftlichen „Verflechtungsnahbereich“, in dem die Bevölkerung ihre alltäglichen Lebensbedürfnisse in sozialer, kultureller und wirtschaftlicher Hinsicht decken kann.
Kritik an dem Gemeindebegriff und der Abkehr vom Begriff der Pfarrei wurde in neuerer Zeit laut. Der Pastoraltheologe Herbert Haslinger kritisiert die Selbstbezogenheit der Gemeinde. Oft seien nur die Menschen im Blick, die aktuell versammelt sind, nicht aber die darüber hinaus zur Kirche Gehörenden. Der Begriff der (Territorial-)Pfarrei mache dies deutlicher.
Der Begriff der Gemeinde kann auf jede sich versammelnde Gemeinschaft von Christen angewandt werden, zum Beispiel Basisgemeinden, small christian communities, Ordensgemeinschaften oder andere Gruppen. Innerhalb einer Pfarrei können mehrere Gemeinden als „sozialer Nahraum“ bestehen, welche subsidiär pastorale Schwerpunkte für bestimmte Personengruppen und Ortsgemeinden setzen können. Die zum Gottesdienst versammelten Menschen werden Gottesdienstgemeinde genannt, sodass Gemeinde auch als Anrede gebräuchlich ist.

### Evangelische Landeskirchen der EKD
Es gibt im evangelischen Bereich kein zentrales oder einheitliches Kirchenrecht. Vielmehr verfügen die 20 Landeskirchen in der EKD über jeweils eigene verfassungsmäßige Ordnungen. Dennoch sind die Strukturen und Prinzipien bezüglich der Kirchengemeinden sehr ähnlich. Als typisches Beispiel kann die rheinische Kirchenordnung dienen. Demnach ist die „Kirchengemeinde […] die Gemeinschaft ihrer Mitglieder in der Regel in einem durch Herkommen oder Errichtungsurkunde bestimmten Gebiet.“ Neben der typischen „Gebietsgemeinde“ gibt es die seltene Personalgemeinde, wie den Berliner Dom, in der man nicht durch Gebietszugehörigkeit, sondern durch Beitritt Mitglied wird. Die Gemeinde soll Gemeinschaft ermöglichen und eine für ihre Aufgaben ausreichende Leistungsfähigkeit gewährleisten. Dabei stehen die Gemeinden in der Gemeinschaft ihres Kirchenkreises und ihrer Landeskirche. „Die Kirchengemeinde nimmt den Auftrag der Kirche […] in ihrem Bereich im Rahmen der kirchlichen Ordnung in eigener Verantwortung wahr.“
Die Kirchengemeinden sind demokratisch verfasst, die Leitung obliegt einem Kirchenvorstand, der überwiegend aus gewählten Laien und den Pfarrern oder Pfarrerinnen der Gemeinde besteht. Besondere Vorrechte von Pfarrern gegenüber Laien gibt es darin nicht. Theologischer Hintergrund für dieses demokratisch-synodale Prinzip ist Luthers Idee des „allgemeinen Priestertums aller Getauften“. Demnach gibt es keine qualitative Unterscheidung der Gläubigen in Priester und Laien, grundsätzlich kann jedes Gemeindeglied an der Gemeindeleitung mitwirken. Die Verantwortung der gewählten Leitungsorgane umfasst auch die Kernbereiche Gottesdienst und Seelsorge (siehe z. B. § 20 Abs. 1 S. 2 der Grundordnung der Evangelischen Landeskirche in Baden: „[…] trägt die Verantwortung dafür, dass Gottes Wort rein und lauter gepredigt wird, die Sakramente in ihr recht verwaltet werden und der Dienst der Liebe getan wird“) und insbesondere die Wahl des Gemeindepfarrers.
Regionale Besonderheiten:
- In der sächsischen Landeskirche wird die Bezeichnung Kirchgemeinde verwendet; dies galt auch für die mecklenburgischen Landeskirche (2012 in der Nordkirche aufgegangen).

- Die Kirchengemeindeleitung heißt Kirchenvorstand (Bayern, Kurhessen-Waldeck, Hessen-Nassau), Gemeindekirchenrat (Anhalt, Berlin-Brandenburg-schlesische Oberlausitz, Oldenburg, Mitteldeutschland und früher auch Pommern), Kirchengemeinderat (Württemberg), Kirchgemeinderat (ehemals Mecklenburg) oder Presbyterium (Pfalz, Rheinland, Westfalen, reformierte Kirche).

- Einen Sonderfall stellt die Evangelische Landeskirche in Baden dar. Sie benutzt nicht den Begriff der Kirchengemeinde, sondern spricht von der Pfarrgemeinde. Deren Leitungsorgan ist der Ältestenkreis. Ist die Pfarrgemeinde als Körperschaft des öffentlichen Rechts rechtlich selbständig, heißt sie Kirchengemeinde. Ihr Ältestenkreis ist dann gleichzeitig Kirchengemeinderat. Es können aber auch mehrere unselbständige Pfarrgemeinden zu einer Kirchengemeinde zusammengefasst sein. In diesem Fall entsenden die Ältestenkreise Mitglieder in den gemeinsamen Kirchengemeinderat.

### Freikirche der Siebenten-Tags-Adventisten
Die Freikirche der Siebenten-Tags-Adventisten in Deutschland ist eine Körperschaft des öffentlichen Rechts. Sie ist untergliedert in einen Norddeutschen und einen Süddeutschen Verband sowie jeweils in regionale Vereinigungen (etwa vergleichbar mit Landeskirchenämtern oder Diözesen).
Die Ortsgemeinden heißen grundsätzlich Adventgemeinde.
Wie bei allen Evangelischen gilt das „allgemeine Priestertum“, also keine Hierarchie zwischen Pastoren und Gemeindegliedern.
Die Leitung heißt in der Regel „Gemeindeausschuss“ oder „Gemeinderat“. Dieses Gremium wird alle zwei Jahre neu gewählt. An der Spitze steht der „Gemeindeleiter“ oder „Gemeindeälteste“ (= (ein-)gesegneter Gemeindeleiter).

### Evangelisch-methodistische Kirche
Die Evangelisch-methodistische Kirche hat im Kirchenrecht keine Ortsgemeinden, da die Kirche historisch als Erneuerungsbewegung innerhalb der anglikanischen Kirchenstruktur entstand. Die unterste Einheit ist der Bezirk, geleitet von der Bezirkskonferenz, die Geistliche und Laienvertreter eines Bezirks umfasst. In der Regel umfasst ein Bezirk eine Gemeinde, er kann aber auch aus mehreren Gemeinden bestehen.

### Kongregationalistische Konfessionen
In Konfessionen mit kongregationalistischem Kirchenverständnis, beispielsweise bei den Baptisten, Mennoniten oder bei den Gemeinden der Pfingstbewegung ist die lokale Gemeinde die eigentliche Kirche, die rechtlich und theologisch weitgehend oder völlig autonom ist – übergeordnete Strukturen dienen nur der Koordination oder Wahrnehmung gemeinsamer Aufgaben der örtlichen Kirchen. So ist zum Beispiel der Baptistische Weltbund erst 1905 gegründet worden – also 300 Jahre nach der Entstehung der ersten baptistischen Ortsgemeinden. Die Mennonitische Weltkonferenz entstand erst 1925 – 400 Jahre nach Entstehung der ersten Täufergemeinden.
Der rechtliche Status dieser prinzipiell autonomen Ortsgemeinden ist – selbst innerhalb derselben kongregationalistischen Gemeindebünde – recht verschieden.
- Die meisten örtlichen Gemeinden sind eingetragene und als gemeinnützig anerkannte Vereine. Hier sind in der Regel alle Mitglieder der Gemeinde gleichzeitig Vereinsmitglieder. Die Gemeindeleitung ist zugleich Vereinsvorstand.
- In anderen Fällen (zum Beispiel häufig bei Brüdergemeinden) existieren sogenannte Trägervereine, denen die Vermögens- und Immobilienverwaltung obliegt. Gemeindemitgliedschaft und Vereinsmitgliedschaft sind hier nicht identisch.
- Ältere Gemeinden, deren Entstehung vor der Gründung des jeweiligen Gemeindebundes datiert, sind hier und dort als Körperschaft des öffentlichen Rechts anerkannt. In ganz seltenen Fällen erhalten sie auch heute noch auf Antrag eigene Körperschaftsrechte. Beispiel dafür ist die zum Bund Evangelisch-Freikirchlicher Gemeinden gehörige Baptistengemeinde Hesel-Firrel, die erst 2005 ihre Körperschaftsrechte erhielt.
- Manche Ortsgemeinden haben keinen eigenen Rechtsstatus, sondern partizipieren an den öffentlich-rechtlichen Körperschaftsrechten, die ihrem regionalen oder nationalen Verband seitens des Staates erteilt worden sind.
- An den Körperschaftsrechten der überörtlichen Gemeindebünde partizipieren übrigens alle zugehörigen Ortsgemeinden, was in der Praxis manchmal zu juristischen Schwierigkeiten führt.

## Schweiz
In der Schweiz, wo man von Kirchgemeinden (ohne -en in der Wortfuge) spricht, sind je nach kantonalem Recht die Gemeinden der evangelisch-reformierten, der römisch-katholischen und teilweise auch der christkatholischen Kirche als öffentlich-rechtliche Körperschaften organisiert.
Die Kirchgemeinde resp. die Kirchgemeindeverwaltung (je nach Kanton Kirchenpflege oder Kirchenrat genannt) ist die Behörde, die das Personal einschließlich der Pfarrer anstellt. Die Beauftragung für ihre Arbeit in den katholischen Pfarreien erhält das Personal hingegen vom zuständigen Bischof.
Die Kirchensteuern werden verbreitet durch die politischen Gemeinden bei den Mitgliedern der Kirchgemeinden der anerkannten Landeskirchen eingezogen und an die jeweilige Kirchgemeinde weitergeleitet; in einigen Kantonen erfolgt die Weiterleitung an die Kantonalkirche, welche die Verteilung an die Kirchgemeinden resp. Pfarreien selbst vornimmt.